# WatchMojo.com
 (janvier 2018).
Si vous disposez d'ouvrages ou d'articles de référence ou si vous connaissez des sites web de qualité traitant du thème abordé ici, merci de compléter l'article en donnant les références utiles à sa vérifiabilité et en les liant à la section « Notes et références ».
WatchMojo.com est une entreprise privée de production, publication et syndication de vidéos canadienne. Avec un total d’environ 10 milliards de vue sur toutes ses vidéos et plus de 20 millions d’abonnés (faisant de la chaîne la 29e chaîne la plus vue ainsi que la 40e la chaîne ayant le plus d’abonnés), WatchMojo dispose de l’une des plus grandes chaînes YouTube. 60 % de ses spectateurs et abonnés sont masculins, et 50 % proviennent de pays anglophones.

## Histoire
Selon la biographie officielle de l'entreprise, The 10-Year Overnight Success : An Entrepreneurship’s Manifesto – How WatchMojo Built the Most Successful Media Brand, après avoir passé la première moitié des années 2000 à écrire des centaines de rubriques dans le divertissement, le mode de vie et l’histoire, et à publier deux livres, le fondateur Ashkan Karbasfrooshan crée WatchMojo afin de produire des vidéos de meilleure qualité que les contenus générés par les utilisateurs dans la plupart des sites, mais dans un format, un style, une longueur et un ton correspondant aux attentes du public sur Internet. Ainsi, WatchMojo.com est créé en juin 2005 par Ashkan Karbasfrooshan, Raphael Daigneault et Christine Voulieris. D’autres employés clés de cette compagnie sont Kevin Havill et Derek Allen. Le site internet WatchMojo.com est lancé le 14 juin 2005 et la chaîne YouTube le 25 janvier 2007. Au début, les vidéos se présentaient sous un style de vlog ou d’un présentateur face caméra, mais au fil des années la programmation se tourna vers des effets visuels mieux polis et des voix offs. Dan Paradis et Rebecca Brayton font partie des hôtes principaux, et sont occasionnellement présents dans les vidéos, mais généralement entendu en voix-offs.
WatchMojo est une chaîne indépendante; elle n’est pas un Réseau Multicanal, et ne fait pas partie de l’une d’entre elles. Selon le PDG Karbasfrooshan, WatchMojo a engagé 23 employés à temps plein et une équipe de plus de 100 rédacteurs et éditeurs de vidéos jusqu’en octobre 2014. En mars 2017, ce nombre a augmenté de plus de 50 personnes.
Les vidéos produites par la société sont généralement soumises et votées par ses visiteurs dans son outil de suggestion, ainsi que les idées suggérées dans sa chaîne YouTube et ses pages Facebook et Twitter. Remarquant l’activité croissante dans la section des commentaires de sa chaîne YouTube, WatchMojo crée alors un outil de suggestion pour centraliser les soumissions des votes. L’outil de suggestion engrange 10 millions de votes parmi les 2,5 millions saisies de liste sur 500,000 idées de vidéos suggérées par les 250,000 utilisateurs abonnés.
La chaîne YouTube principale atteint 1 million d’abonnés le 30 octobre 2013 et 5 millions le 29 août 2014. Le jour où la chaîne avait surpassé 6 millions d’abonnés, en décembre 2014, elle annonçait une représentation avec l’agence de talent William Morris Endeavor. La chaîne surpasse 10 million d’abonnés le 5 décembre 2015. Le 15e million d’abonnés est enregistré le 29 juillet 2017. Avec les autres chaînes de la société (JrMojo, MsMojo, et les éditions internationales non anglophones), le réseau WatchMojo compte plus de 18 millions d’abonnés.
Lors de la Saison 2016-2017 de la Ligue nationale de hockey, WatchMojo sponsorise l’équipe des Islanders de New York. En octobre 2016, Karbasfrooshan publie The 10-Year Ov ernight Success: An Entrepreneurship’s Manifesto – How WatchMojo Built the Most Successful Media Brand On Youtube dans la nouvelle édition de publication de la compagnie, qui s’aventure alors dans les livres et guides digitaux.
En août 2017, WatchMojo publie une vidéo nommée Top Ten Consoles Nobody Bought (« Top 10 des consoles que personne n’a acheté). Les spectateurs commentent les similarités entre cette vidéo et celle du vidéaste YouTube Larry Bundy Jr. : Top Ten Actual Worst Selling Consoles (« Top 10 des pires consoles vendues). WatchMojo est donc accusé d’avoir utilisé un piège de plagiat contre le travail de Larry (qualifié par Karbasfrooshan de « mensonge de publication »), incluant plusieurs variations de nombres de consoles vendues de plus ou moins 100. L’équipe de WatchMojo enquête sur les accusations, s’excuse, et constate que Larry n’avait pas utilisé de « fausses informations », qu’il aurait pu le créditer de par des annotations, et a donc supprimé sa vidéo. Karbasfrooshan explique que l’entreprise ne s’inspire que sur l’outil de suggestions pour la majeure partie de ses vidéos, mais comprend aussi une très grande base de rédacteurs freelance qui ne citent pas leurs sources étant donné que leurs informations « proviennent d’un nombre incalculable de sources en plus des recherches/apprentissages du rédacteurs au fil des années ». Il reconnaît que la compagnie aurait dû être plus vigoureux sur le fait de remarquer les similarités avant de publier sa vidéo.
Plus tard ce mois-ci, la compagnie révèle un grand nombre de chaînes dans la Chine continentale en partenariat avec Weibo.

## Contenu
"WatchMojo.com" ne présente pas de contenu créé par l’utilisateur et ne permet pas non plus aux utilisateurs de publier des vidéos dans le site. Le site internet produit des vidéos "Top 10" quotidiennes ainsi que des vidéos résumant l’histoire de thèmes niches spécifiques. Ces thèmes peuvent aborder l’une de ces 15 catégories: automobile, entreprise, comédie, éducation, mode, cinéma, santé et fitness, mode de vie, musique, éducation, politique et économie, espace et science, sports, technologie, voyage et jeux vidéo. Chaque jour l’entreprise publie environ cinq vidéos pour un total de 60 à 75 minutes de contenu original. En février 2016, elle lance la chaîne MsMojo afin de mieux servir les spectatrices et fans. Elle lance aussi de multiples chaînes non-anglophones pour les marchés hispaniques, français, allemands, turcs et polonais.
Le 15 avril 2017, WatchMojo débute The Lineup, un jeu télévisé combinant des listes de classement top 10 avec des éléments de tirages fantaisistes ainsi que des plaisanteries et des discussions dans le domaine du sport. Le jeu obtient un Telly Award pour la meilleure série dans la catégorie des séries du web.
Le 31 mai 2017, WatchMojo fait un livestream (stream en direct) de son premier show en direct, appelé WatchMojo Live au YouTube Space de Chelsea Market. Il s’agit d’un après-midi de média en ligne, divertissement, et réalité virtuel, le tout sur une piste industrielle. Il est ensuite suivi par un évènement du soir avec Dj Killa Jewel, Dj Dan Deacon, Puddles Pity Party et Caveman.
Le 12 juillet 2017, s’ensuit le WatchMojo Live au YouTube Space de Londres au King’s Cross Station, comprenant des évènements musicaux par Llew Eyre, Bluey Robinson et Leif Erikson. Les orateurs sur la piste industrielle sont Hussain Manawer, Ben Jones et Kim Snow.
En plus de la programmation de vidéo, il se lance dans les livres et guides digitaux. Sous l’édition WatchMojo Publishing sortent des titres tels que Top 10 Anime of All Time, 50 Most Influential Sci-Fi Shows on TV, Read-Only : A Collection of Digital Horror, 75 Most Influential Horror Films of All Time, 50 Most Influential Comics of the 1980s, Top 100 Music Videos of the 2000s, 100 Decade-Defining Movie Movements of the 1990s, ainsi que son livre, 10-year Special Edition Magazine and 10-Year Overnight Success, relatant l’histoire de l’entreprise et la croissance de YouTube en tant que plateforme dominante de vidéos.

## Modèle de business
WatchMojo.com était en déficit lors des six premières années, et a même fait faillite en 2012. Ce n’est qu’en 2013 qu’elle commence à générer des profits. À cause de la crise entre 2007 et 2009, WatchMojo.com accorde moins d’importance au soutien par la pub au profit des droits de licences payés par les autres sociétés de médias afin d’accéder à leurs médias et de les utiliser. Plus tard cette année, Beet.TV cite WatchMojo.com avec Magnify.net comme exemple de société étant brillamment passé d’un modèle de revenu basé sur la publicité à un modèle de revenu basé sur le droit de licence.
En 2012, la société se concentre sur YouTube et résultant de sa croissance en abonnés et vues, devient rentable. En plus de cela, WatchMojo licencie son contenu sur les deux plateformes de Verizon Aol et Go90, DailyMotion, Facebook, et bien d’autres. Plusieurs institutions académiques et éditeurs pédagogiques utilisent les programmations de la société dans des programmes d’Anglais Seconde Langue (ESL) ainsi que dans les enseignements primaires et secondaires. WatchMojo encourage les éducateurs et élèves à utiliser les vidéos dans son catalogue qui sont pertinentes et complémentaires à leurs études, dans le cadre de leurs présentations.